# Carlo Pietropaoli
Carlo Pietropaoli (Rocca di Cambio, 24 marzo 1857 – Roma, 29 giugno 1922) è stato un arcivescovo cattolico italiano.

## Biografia
Nato a Rocca di Cambio nel 1857 da Luigi e Carmela Bavona, fu educato fin da giovane dagli zii materni e paterni; entrò quindi nel seminario diocesano, dove finì gli studi letterari, recandosi poi a Roma per quelli teologici e giuridici. Il 22 maggio 1880 fu ordinato sacerdote dal vescovo dell'Aquila Augusto Antonio Vicentini, di cui fu segretario, e diventò professore nel seminario aquilano e canonico della cattedrale cittadina.
Il 19 aprile 1897 venne nominato vescovo di Trivento da papa Leone XIII, venendo consacrato il 25 aprile a Roma da Lucido Maria Parocchi, cardinale vescovo di Porto e Santa Rufina. Si insediò definitivamente nella parrocchia il 14 novembre di quell'anno.
Il 29 aprile 1913 fu nominato arcivescovo titolare di Calcide di Grecia da papa Pio X e il 23 maggio diventò delegato apostolico in Venezuela; nel 1915 assunse la carica di internunzio apostolico sempre in Venezuela e ricoprì questo incarico fino alle sue dimissioni nel febbraio del 1918. Morì a Roma per un'improvvisa malattia nel 1922.

## Genealogia episcopale e successione apostolica
La genealogia episcopale è:
- Cardinale Scipione Rebiba
- Cardinale Giulio Antonio Santori
- Cardinale Girolamo Bernerio, O.P.
- Arcivescovo Galeazzo Sanvitale
- Cardinale Ludovico Ludovisi
- Cardinale Luigi Caetani
- Cardinale Ulderico Carpegna
- Cardinale Paluzzo Paluzzi Altieri degli Albertoni
- Papa Benedetto XIII
- Papa Benedetto XIV
- Papa Clemente XIII
- Cardinale Marcantonio Colonna
- Cardinale Giacinto Sigismondo Gerdil, B.
- Cardinale Giulio Maria della Somaglia
- Cardinale Carlo Odescalchi, S.I.
- Cardinale Costantino Patrizi Naro
- Cardinale Lucido Maria Parocchi
- Arcivescovo Carlo Pietropaoli

La successione apostolica è:
- Vescovo Sixto Sosa Díaz (1915)